# Sue Barrell
Sue Barrell (Reino Unido, 19 de diciembre de 1953) es una científica australiana, reconocida por su vínculo con el Bureau de Meteorología.

## Carrera
Barrell nació en Inglaterra en 1953 y se trasladó con su familia a Nueva Zelanda a los cuatro años. Desde su época escolar empezó a interesarse por las ciencias.
En 2013 fue galardonada como miembro de la Academia de Tecnología e Ingeniería y cinco años después fue elegida vicepresidenta de Ciencia y Tecnología de Australia. Entre otros tópicos, ha trabajado en la política científica internacional de vigilancia del clima y las observaciones terrestres y oceánicas. Fue la primera meteoróloga en formar parte del equipo ejecutivo superior del Bureau de Meteorología, una agencia del gobierno australiano responsable de proporcionar servicios de meteorología e hidrología en el país.
Fue además la primera mujer elegida para dirigir una Comisión Técnica de la Comisión de Sistemas Básicos de la Organización Meteorológica Mundial (OMM), miembro del Consejo de Innovación de la Industria Espacial Australiana y delegada por el país en el Grupo de Observaciones de la Tierra (GEO).
Aunque está jubilada, sigue participando activamente como oradora invitada, en la OMM y su Consejo Ejecutivo y a través de la Comisión de Sistemas Básicos, coordinando las observaciones terrestres.